# أندي فلمنج
أندي فلمنج (بالإنجليزية: Andy Fleming)‏ هو مدرب كرة قدم ولاعب كرة قدم أمريكي في مركز الوسط، ولد في 27 ديسمبر 1974 في بوسطن في الولايات المتحدة. لعب مع Marist Red Foxes men's soccer ‏.